# Eparquía de la Asunción de la Santísima Virgen María en Strumica-Skopie
La eparquía de la Asunción de la Santísima Virgen María en Strumica-Skopie (en latín: Eparchia Beatae Mariae Virginis in Caelum Assumptae Strummnitzen(sis)-Scopien(sis) y en macedonio: Успение на Пресвета Богородица Струмица-Скопје) es una circunscripción eclesiástica bizantina de la Iglesia greco-católica macedonia perteneciente a la Iglesia católica en Macedonia del Norte, inmediatamente sujeta a la Santa Sede. La eparquía tiene al obispo Kiro Stojanov como su ordinario desde el 31 de mayo de 2018.

## Territorio y organización

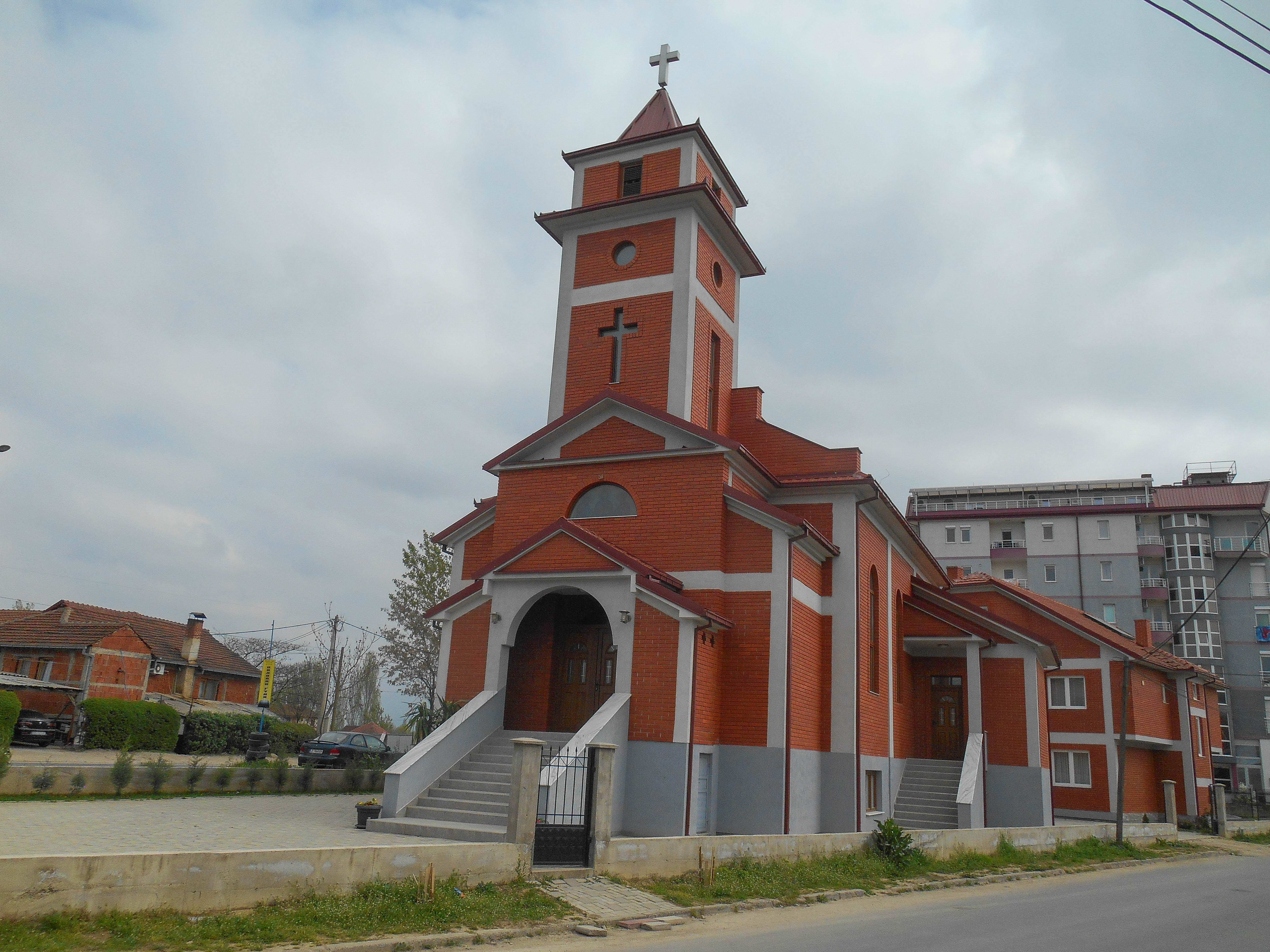
Parroquia Nacimiento de San Juan el Bautista en Strumica

La eparquía tiene 25 713 km² y extiende su jurisdicción sobre los fieles católicos de rito bizantino residentes en Macedonia del Norte. 
La sede de la eparquía se encuentra en la ciudad de Skopie, mientras que en Strumica se halla la Catedral de la Asunción de la Virgen. 
En 2018 en la eparquía existían 8 parroquias:
- Catedral Asunción de la Santísima Virgen María (Успение на Пресвета Богородица), en Strumica
- Nacimiento de San Juan el Bautista (Раѓање на Свети Иван Крстител), en Strumica (creada el 5 de julio de 2015)
- Santo Profeta Elías (Св. Пророк Илија), en Radovo
- Asunción de la Santísima Virgen María (Успение на Пресвета Богородица), en Nuevo Maala
- Santos Cirilo y Metodio (Св. Кирил и Методиј), en Bogdanci
- Santos Pedro y Pablo (Св. Петар и Павле), en Gevgelija
- Santos Cirilo y Metodio (Св. Кирил и Методиј), en Petralinci
- San Nicolás el Trabajador (Св. Никола Чудотворец), en Sekirnik
- San Demetrio el Gran Mártir (Св. Димитрие Великомаченик), en Saraj

Iglesias afiliadas:
- San Jorge el Gran Mártir (Св. Ѓорѓи Великомаченик), en Canaklija, Nuevo Maala
- San Clemente (Св. Климент), en Stoyakovo

Capillas:
- San Pedro y San Pablo (Св. Петар и Павле), capilla del cementerio de Strumica
- María de Nazaret (Марија од Назарет), en Radovo
- Santa Madre Teresa (Св. Мајка Тереза), en Radovo
- Madre Consoladora de Dios (Мајка Божја Утешителка), en Paljurci
- San Pablo Apóstol (Св. апостол Павле), en Paljurci

## Historia
En 1883 fue creado el vicariato apostólico de Macedonia con sede en Salónica, destinado a la cura pastoral de los fieles búlgaros de rito bizantino que había adherido a la Iglesia católica. 
Al finalizar la guerra de los Balcanes (1912-1913) la parte de Macedonia habitada por eslavos fue incorporada al Reino de Serbia y los ortodoxos anexados a la Iglesia ortodoxa serbia. Algunos greco-católicos fueron compelidos por las autoridades serbias y griegas a ingresar en la ortodoxia, como los de la parroquia de Pirava (por los serbios). Luego de la Primera Guerra Mundial el intercambio de población hizo que la mayoría de los búlgaros huyera a la actual Bulgaria. Desde 1913 los católicos bizantinos en la Macedonia serbia quedaron bajo jurisdicción del obispo latino de Skopie. Debido a la nueva situación la Iglesia católica bizantina búlgara fue reorganizada en 1926, suprimiéndose los 3 vicariatos apostólicos existentes.
Luego de crearse el reino de Reino de los Serbios, Croatas y Eslovenos (Yugoslavia desde 1929) todos los católicos de rito bizantino de ese país quedaron desde el 26 de octubre de 1923 bajo jurisdicción de la eparquía de Križevci, con sede en Croacia, incluyendo a los macedonios greco-católicos. La iglesia de Strumica fue fundada en 1924. En abril de 1941 Bulgaria invadió Yugoslavia y anexó la Macedonia yugoslava hasta octubre de 1944. Durante ese tiempo los 3000 greco-católicos de Macedonia quedaron bajo dependencia del exarcado católico bizantino de Bulgaria, retornando después a la eparquía de Križevci. Había entonces 6 parroquias en: Strumica, Radovo, Nova Maala (las 3 mayormente con refugiados de Kilkís, llamados kukush), Gevgelija, Bogdanci y Stoyakovo.
El 1 de septiembre de 1954 el eparca Gabriel Bukatko creó la vicaría de Macedonia, designando vicario al latino Alojz Turk. Un decreto de la Congregación para las Iglesias Orientales de 3 de julio de 1972 designó al obispo de origen ruteno Joakim Herbut de Skopie-Prizren como visitador apostólico para los católicos de rito bizantino en Macedonia con poderes ordinarios. La vicaría tenía entonces 5 parroquias en Bogdanci, Gevgelija-Stoyakovo, Nova Maala, Radovo-Petralinci y Strumica.
El exarcado apostólico de Macedonia para los fieles de rito bizantino fue erigido el 11 de enero de 2001 con la bula Communitates ecclesiales del papa Juan Pablo II, separando territorio de la eparquía de Križevci. El exarca apostólico desde el 20 de julio de 2005 fue el macedonio de rito bizantino Kiro Stojanov, quien a su vez preside la diócesis latina de Skopie, estando ambas diócesis unidas in persona episcopi. Los dos exarcas apostólicos que tuvo el exarcado fueron greco-católicos que a su vez presidieron un diócesis latina.

Communitates ecclesiales, in orbe terrarum quae innumerae feliciter reperiuntur, quamvis varias prae se ferant formas speciesve, in unum tamen conspirant et fidelium spiritalem prosperitatem cunctae pro viribus affectant. Nos autem omnium Ecclesiarum tueri volumus legitimas religiosas consuetudines itemque contendimus et studemus, ut floridiorem statum per proprium ritum illae adipiscantur. Nunc de Macedoniae gente ritus Byzantini cogitamus deque eiusdem commodiore condicione. Itaque, postquam hac de re Venerabilem Fratrem Nostrum Angelum S.R.E. Cardinalem Sodano, Secretarium Status, audivimus, iudicavimus opportunum territorium aliquod ab Eparchia Crisiensi distrahere et novam Exarchiam condere. Quapropter Apostolica Nostra de auctoritate novam Exarchiam pro fidelibus ritus Byzantini in Macedonia constituimus, cuius sedes in urbe Strumica locabitur, et Cathedrale templum sacra aedes Dormitionis Beatissimae Genetricis Dei Mariae erit. Haec deinceps Exarchia immediate Sedi Apostolicae subicietur et totam regionem civilem Macedoniae complectetur. Ad haec tandem perficienda consuetudines iuraque congrua serventur et quae a Codice Orientali praecipiuntur, nihil quibusvis rebus minime officientibus.

El 31 de mayo de 2018 el exarcado apostólico fue elevado por el papa Francisco a eparquía y asumió el nombre actual mediante la bula Dominum magnificat. El obispo de rito bizantino Kiro Stojanov continuó como eparca de la nueva eparquía y como obispo de la diócesis latina de Skopie.

## Estadísticas
De acuerdo al Anuario Pontificio 2019 la eparquía tenía a fines de 2018 un total de 11 444 fieles bautizados.
| Año                                                                             | Población            | Población | Población      | Sacerdotes | Sacerdotes    | Sacerdotes    | Bautizados por sacerdote | Diáconos permanentes | Religiosos | Religiosos | Parroquias |
| Año                                                                             | Bautizados católicos | Total     | % de católicos | Total      | Clero secular | Clero regular | Bautizados por sacerdote | Diáconos permanentes | Varones    | Mujeres    | Parroquias |
| ------------------------------------------------------------------------------- | -------------------- | --------- | -------------- | ---------- | ------------- | ------------- | ------------------------ | -------------------- | ---------- | ---------- | ---------- |
| 2000                                                                            | 10 000               | ?         | ?              | 10         | 7             | 3             | 1000                     |                      | 3          | 23         | 8          |
| 2001                                                                            | 6320                 | ?         | ?              | 9          | 9             |               | 702                      |                      |            | 18         | 5          |
| 2002                                                                            | 11 000               | ?         | ?              | 8          | 7             | 1             | 1375                     |                      | 1          | 17         | 5          |
| 2003                                                                            | 11 367               | ?         | ?              | 8          | 7             | 1             | 1420                     |                      | 1          | 18         | 5          |
| 2004                                                                            | 11 398               | ?         | ?              | 9          | 9             |               | 1266                     |                      |            | 18         | 5          |
| 2009                                                                            | 15 037               | ?         | ?              | 11         | 10            | 1             | 1367                     |                      | 1          | 18         | 7          |
| 2010                                                                            | 11 228               | ?         | ?              | 12         | 11            | 1             | 935                      |                      | 1          | 18         | 7          |
| 2013                                                                            | 11 305               | ?         | ?              | 14         | 13            | 1             | 807                      |                      | 1          | 18         | 7          |
| 2016                                                                            | 11 374               | ?         | ?              | 16         | 15            | 1             | 710                      |                      | 1          | 18         | 8          |
| 2018                                                                            | 11 444               | ?         | ?              | 16         | 15            | 1             | 715                      |                      | 1          | 18         | 8          |
| Fuente: Catholic-Hierarchy, que a su vez toma los datos del Anuario Pontificio. |                      |           |                |            |               |               |                          |                      |            |            |            |

## Episcopologio

### Exarcas apostólicos
- Joakim Herbut † (11 de enero de 2001-15 de abril de 2005 falleció)
- Kiro Stojanov (20 de julio de 2005-31 de mayo de 2018 nombrado eparca)

### Eparcas
- Kiro Stojanov, desde el 31 de mayo de 2018